# Siretu, Vrancea
Siretu (în trecut, Lingurari) este o localitate componentă a orașului Mărășești din județul Vrancea, Moldova, România.